# Сива кокошка
Сивата кокошка (Gallus sonneratii) е вид птица от семейство Фазанови (Phasianidae). Тя живее в южната и западната част на Индия. Има доста ясен полов диморфизъм.

## Разпространение и местообитание
Разпространен е в Индия.